# San José de las Lajas
San José de las Lajas là một đô thị và thành phố tỉnh lị của tỉnh Mayabeque, Cuba, một tỉnh mới được tách ra từ La Habana Province năm 2011. Nó nằm ở trung tâm phía bắc của tỉnh, có xa lộ Carretera Central chạy cắt qua.
Thành phố được thành lập năm 1778.

## Thông tin nhân khẩu
Năm 2004, đô thị San José de las Lajas có dân số 69.375 người. Diện tích là 591 km² (228,2 mi²), với mật độ dân số là 117,4người/km² (304,1người/sq mi).
Đô thị này được chia thành các phường (barrio) Chávez, Cotilla, Ganuza, Independencia Norte, Independencia Sur, Jamaica, Jaula, Portugalete, San Andrés, Santa Bárbara và Tapaste.